# 亚沃日诺
亚沃日诺（波蘭語：Jaworzno）是波兰南部的一座城市，位于普热姆沙河和比亚瓦普热姆沙河两岸，自1999年起成为西里西亚省的一部分。亚沃日诺是数条主要道路和铁路的交汇处。

## 历史
亞沃日諾歷史上位於小波蘭地區，考古發掘證實，早在石器時代早期就已有人類居住。格羅濟斯科山丘表面的城牆輪廓也顯示中世紀早期曾有人類定居。幾個世紀以來，亞沃日諾一直是克拉科夫地區赫扎努夫附近的一個小聚落，屬於倫濟內教區。關於亞沃日諾的最早記錄可以追溯到1229年。13世紀，亞沃日諾被劃入赫扎努夫城堡區，並於1335年建立了一個教區，以聖道博命名。最初，這些地區屬於克拉科夫的主教，是斯瓦夫科夫拱頂石的一部分。直到1273年，亞沃日諾地區一直屬於奧波萊公國。亞沃日諾最初開採方鉛礦中的銀和鉛，後來開採鋅和鐵礦石。1767年，波蘭第一座硬煤礦在亞沃日諾落成，該市至今仍在開採這種原料。
第三次瓜分波蘭後，亞沃日諾被劃入奧地利帝國版圖。1809年至1815年，亞沃日諾屬於華沙公國；1815年至1846年，亞沃日諾成為當時規模較小、正式獨立的克拉科夫自由市領土的盡頭。1846年至1918年，亞沃日諾屬於奧地利版圖內的加利西亞和洛多梅里亞王國。瓜分時期，普熱姆沙河、黑普熱姆沙河和比亞瓦普熱姆沙河的交匯處，被稱為“三皇角”，標誌著奧匈帝國、俄羅斯帝國和普魯士王國的邊界。19世紀，工業發展推動了該市的發展，1847年穿過現城區什恰科瓦的克拉科夫-上西里西亞鐵路的修建，進一步增強了這些地區的發展，同時也使什恰科瓦成為至今重要的鐵路樞紐，在與華沙-維也納鐵路連接後，也成為奧地利、俄羅斯和普魯士之間重要的貨物轉運樞紐。早在1898年，亞沃日諾就建了第一座發電廠，煤炭開採量佔整個加利西亞開採量的84%。此外，還建立了鋅白廠、氨水廠（後來更名為「Szczakowa」窗玻璃廠）、製革廠，以及1916年建成的「Azot」氮肥廠。 1901年9月21日，弗朗茨·約瑟夫一世皇帝簽署了利沃夫瑟姆法案，授予亞沃日諾城市權。

## 友好城市
- 捷克 卡尔维纳
- 匈牙利 锡盖塔洛姆（英语：Szigethalom）